# Jean-Émile Resplandy
Jean-Émile Resplandy, né le 26 novembre 1866 à Perpignan et mort le 7 janvier 1926 à Tunis, est un architecte français.
Il introduit le style Art nouveau en Tunisie. On lui doit notamment le Théâtre municipal de Tunis qui peut être considéré comme l'édifice Art nouveau le plus représentatif du continent africain.

## Carrière
Resplandy reçoit sa formation d'architecte à l'École des beaux-arts de Paris.
En octobre 1894, il arrive en Tunisie et devient le principal architecte de la direction des travaux publics, où il travaille jusqu'en 1900. À Tunis, il réalise notamment :
- l'ancien Hôtel de ville en 1901[3] ;
- le palais de justice en 1902[3] ;
- le Théâtre municipal en 1902[3] ;
- le ministère de l'Éducation en 1910[3].

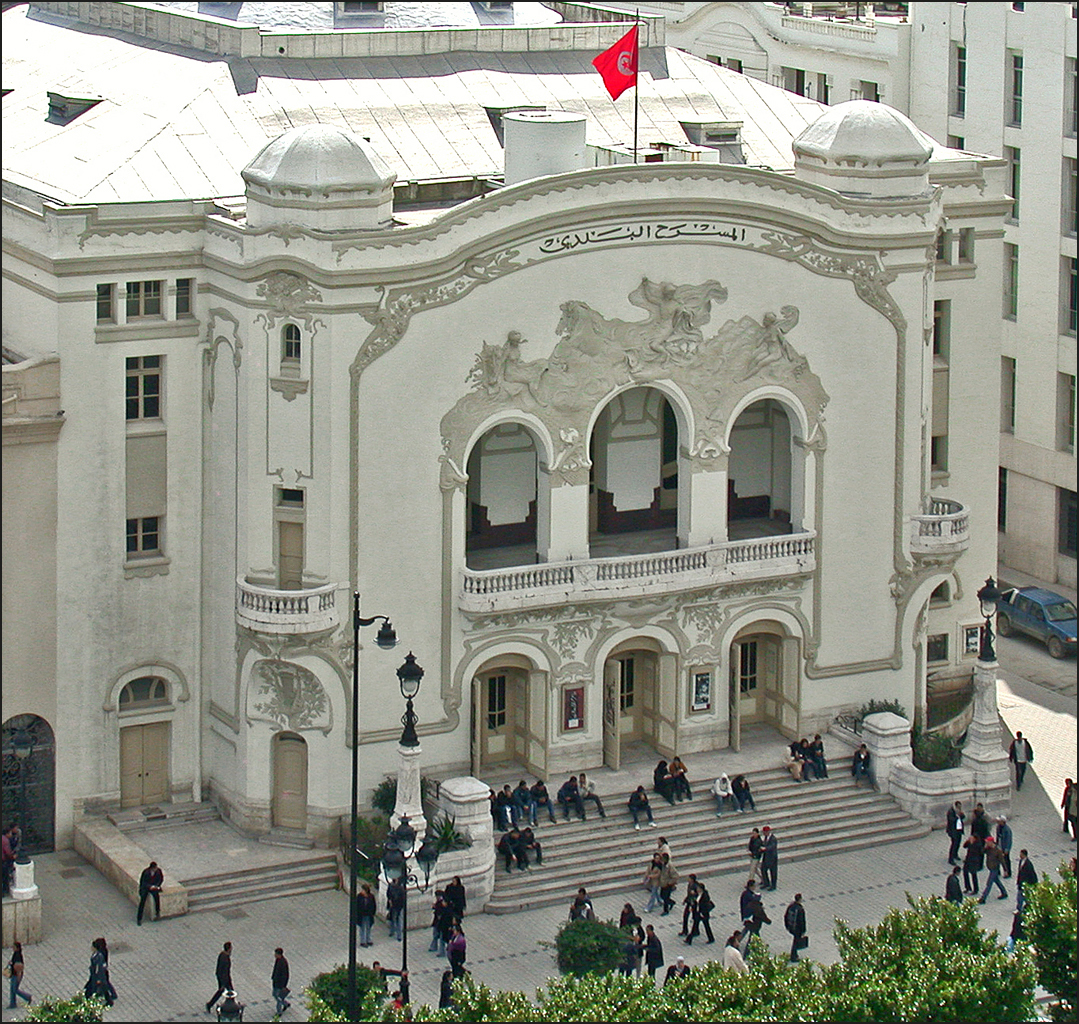
Façade du Théâtre municipal de Tunis.

À partir du 3 août 1900, il est sans doute celui qui fait venir Raphaël Guy à la direction des Travaux publics de Tunisie.

## Honneurs
- Grand Prix de l'Exposition coloniale de Marseille (1906)[1]
- Grand officier du Nichan Iftikhar[1]